# Cremastosperma macrocarpum
Cremastosperma macrocarpum är en kirimojaväxtart som beskrevs av Paulus Johannes Maria Maas. Cremastosperma macrocarpum ingår i släktet Cremastosperma, och familjen kirimojaväxter. Inga underarter finns listade i Catalogue of Life.